# Toen mijn vader een struik werd (film)
Toen mijn vader een struik werd (internationale titel: The Day My Father Became a Bush) is een Nederlands-Belgisch-Kroatische familiefilm uit 2016, geregisseerd door Nicole van Kilsdonk en gebaseerd op het gelijknamig boek van Joke van Leeuwen.

## Verhaal
De tienjarige Toda woont samen met haar vader boven hun bakkerij, waardoor Toda alles weet over gebak en taart. Bovendien is ze dol op de trompetmuziek van haar vader. Op een dag verandert haar leven drastisch wanneer haar vader opgeroepen wordt om zijn land te verdedigen. Omdat ze alleen komt te staan, begint ze een reis naar het buitenland op zoek naar haar moeder. Tijdens haar tocht maakt ze nieuwe vrienden, ontmoet ze vreemde volwassenen en komt ze soms in absurde situaties terecht.

## Rolverdeling
| Acteur             | Personage             |
| ------------------ | --------------------- |
| Celeste Holsheimer | Toda                  |
| Matsen Montsma     | Plakkie               |
| Noortje Herlaar    | Toda’s moeder         |
| Teun Kuilboer      | Toda’s vader          |
| Anneke Blok        | Toda’s grootmoeder    |
| Susan Visser       | Vrouw in het weeshuis |

## Productie
De film werd aangemeld als Nederlandse inzending voor de beste niet-Engelstalige film voor de 90ste Oscaruitreiking. De "shortlist" werd gepubliceerd door het EYE Film Instituut Nederland waarna begin september de Nederlandse Oscar Selectie Commissie (NOSC) de film kiest die namens Nederland zal worden ingezonden.
Toen mijn vader een struik werd ging op 10 september 2016 in première op het internationaal filmfestival van Toronto.

## Prijzen en nominaties
De belangrijkste:
| Jaar | Prijs                                        | Categorie               | Genomineerde(n)     | Uitslag  |
| ---- | -------------------------------------------- | ----------------------- | ------------------- | -------- |
| 2016 | KINOdiseea, internationaal jeugdfilmfestival | ECFA Award              | Nicole van Kilsdonk | Gewonnen |
| 2016 | KinoKino, internationaal jeugdfilmfestival   | Professional Jury Award | Nicole van Kilsdonk | Gewonnen |
| 2016 | Het Jeugdfilmfestival                        | ECFA Award              | Nicole van Kilsdonk | Gewonnen |